# Convento de Jenicó
Convento de Jenicó  ou Jericó, como é conhecido o Convento de Nossa Senhora da Piedade de Salvaterra de Magos era masculino, e pertencia à Ordem dos Frades Menores da Província da Arrábida e situa-se nas imediações da vila de Benavente e Salvaterra de Magos, Portugal.
Foi mandado construir por D. Luís, duque de Beja em 1542.
Este era construído no sopé de uma pequena elevação, onde em 1626 foi construído um novo edifício de que hoje apenas restam algumas ruínas. Desta segunda construção, ainda podemos ver os seus muros exteriores, o arranque de arcarias e uma pequena capela, dedicada a São Baco.
O Convento de Frades Arrábidos, era construído segundo os preceitos da Ordem Religiosa a que pertenciam. A construção obedeceu a critérios de pobreza e não tinha quaisquer elementos de ostentação; possuía um só dormitório no piso superior, oficinas e uma capela. No piso inferior, tinha a casa de habitação do Infante e um pequeno claustro, cujos lados eram formados por dois arcos que assentavam numa coluna de jaspe. Nesta construção, existiam painéis de azulejos, que foram retirados e aproveitados para revestir as paredes da actual Igreja da Misericórdia de Benavente.